# Cledonismancia

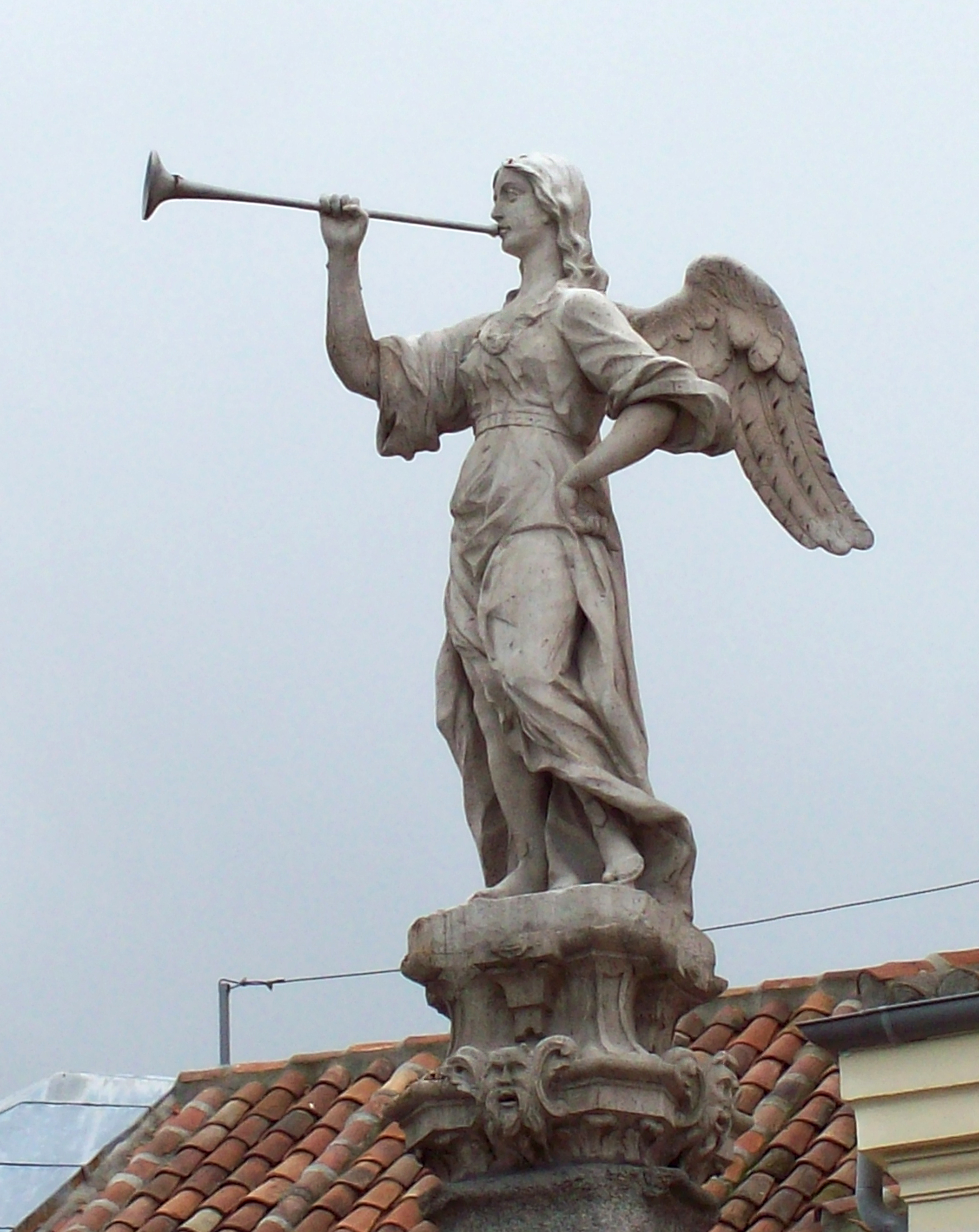
Sonido para recibir las predicciones del los oráculos

Cledonismancia era una especie de adivinación deducida de algunas palabras, que proferidas u oídas en ciertas ocasiones, eran tenidas por buen o mal presagio. 
Estas palabras se llamaban Octai, Kledones, de Kaleo; o pinemai, de phanai hablar. Según Pausanias esta especie de adivinación estaba particularmente en uso en Esmirna, donde había un templo en que se enseñaba el modo de dar y recibir los oráculos, semejante al de Tebas, en el de Apolo Espodio: su invención se atribuía a Deméter. Las palabras que sonaban mal se llamaban Kurai Ottai, malas voces, o dysphemiai y el que las profería era reputado blasphtmein. 
Esta especie de términos o palabras se evitaban con escrupuloso cuidado, especialmente en la celebración de los misterios, de donde deriva la expresión de Horacio, Male ominatis parcite verbis. Si estas palabras escapaban de la boca de un hermano o de un pariente inmediato, adquirían mayor peso e importancia. A veces, solo un nombre bastaba para un augurio feliz como puede juzgarse del ejemplo siguiente: «Precisado Leotíquidas por un samio a emprender la guerra contra los persas, pidió su nombre y sabiendo que se llamaba Hegesístrato (conductor de un ejército), respondió, Acepto el augurio de Hegesistrato.» Pero lo que había de bueno en todo esto era el quedar libre de aceptar o no una palabra o presagio. Si era aceptada por un entusiasta, tenía toda su influencia pero si el que la oía no hacia alto en ello, el augurio perdía todo su valor. Cicerón nos dice que los pitagóricos tenían la costumbre de escuchar con tanta atención las palabras de los hombres como las de los dioses.